# Marsilea macrocarpa
Marsilea macrocarpa là một loài dương xỉ trong họ Marsileaceae. Loài này được C. Presl mô tả khoa học đầu tiên năm 1845.